# カレッジ
カレッジ（ラテン語: collēgium, 英語: college イギリス英語発音: [ˈkɒlɪd͡ʒ] ( 音声ファイル) アメリカ英語発音: [ˈkɑlɪd͡ʒ] ( 音声ファイル)）は、教育機関またはその一部である。カレッジは、学位を授与する第3次教育機関、カレッジ制大学や連邦大学の一部、職業教育機関、中等教育学校などがある。
現在の日本では、短期大学・専門学校・高等専門学校の多くと単科大学・女子大学・比較的小規模の総合大学の一部で、その英名として用いられる他、これらを模倣した教育講座の名称に用いられている。

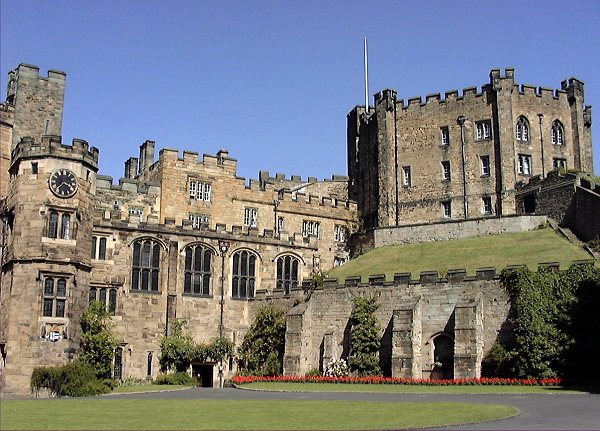
ダラム大学のユニバーシティカレッジ

## 語源

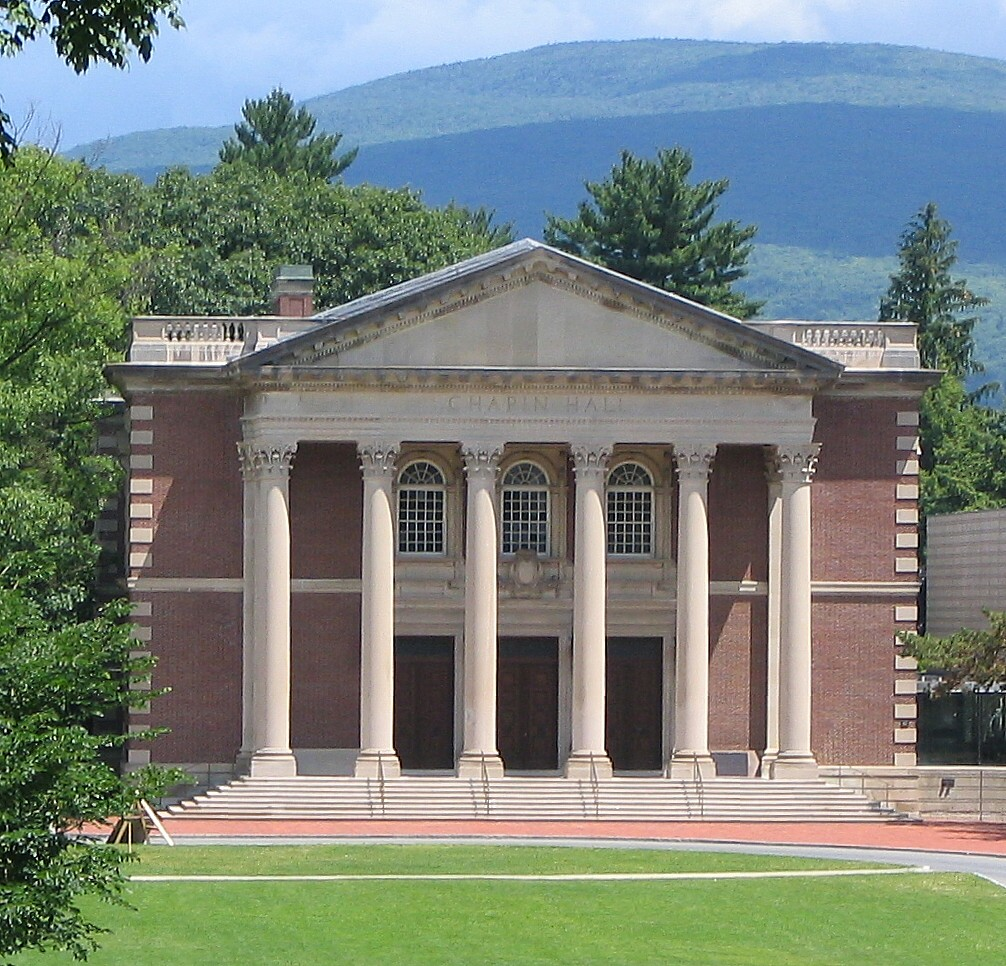
アメリカ合衆国のリベラル・アーツ・カレッジであるウィリアムズ大学のチャピン・ホール

「カレッジ」という言葉は、ラテン語の動詞「lego, legere, legi, lectum（拾い集める）」に、前置詞「cum（共に）」を加えたもので、「一緒に選ばれた」という意味である。古代ローマでは「collegium」とは、「判事、プラエトル、護民官、司祭、卜占官からなる団体、ギルド、同僚関係で結ばれた企業、政治クラブ、貿易ギルド」のことだった。このように、カレッジは法人や法人組織の一形態であり、法法的契約を締結し、訴訟を提起したり、訴えられたりする能力を持っていた。中世のイングランドには、聖職者のカレッジがあったが、現代に残っているのは、イングランド王立外科医師会、ロンドンの紋章院（紋章法を施行する紋章師の組織）、選挙人団（代表者を選出する）などで、特定の機能を果たすために「共通して選ばれた」人のグループで、君主や創始者などの権力者によって任命された。例えば、イートン・カレッジは、1440年にヘンリー6世の特許状により、「フェロー、司祭、書記官、聖職者、貧乏奨学生、年老いた貧乏人」からなるカレッジを設立するために設立されたもので、1人のマスターまたはガバナーを擁し、これらの奨学生およびイングランドのどこからでもこの地に来る可能性のある者に、文字の知識、特に文法の知識を無報酬で指導することを任務としている。

## 概要

### 高等教育
高等教育（大学など）の中では、以下のことを指す。
- ケンブリッジ大学のキングス・カレッジなどのカレッジ制大学や、ロンドン大学のキングス・カレッジなどの連邦大学の一部。
- リベラル・アーツ・カレッジ、ウィリアムズ大学（Williams College）やアマースト大学（Amherst College）のような学部教育を中心とした独立した高等教育機関。
- 北京大学の元培学院のように、学士課程がリベラル・アーツのモデルに則っていない大学のリベラル・アーツ部門。
- 教師養成カレッジ、美術大学などの高等教育機関のように、専門的な訓練を提供している機関。
- アメリカ合衆国では、カレッジといえば、アイビー・リーグの8大学のうちの1つであるダートマス大学（Dartmouth College）など、研究大学の代名詞として稀に使われることもある。

### 継続教育
シックス・フォーム・カレッジや継続教育は、イングランド、ウェールズ、北アイルランド、ベリーズ、カリブ海地域、マルタ、ノルウェー、ブルネイ、または南部アフリカ、とりわけ、16歳から19歳の学生は、通常、一般教育修了上級レベル、商業技術教育委員会、または国際バカロレア、または義務教育修了試験（GCSE）などの資格を勉学する教育機関である。シンガポールやインドでは短期大学（Junior College）と呼ばれている。パリ市の自治体では、リセの英語名として「シックス・フォーム・カレッジ」という言葉を使っている。

### 中等教育
国の教育制度によっては、中等教育学校（中学校と高校に相当）が「カレッジ」と呼ばれたり、「カレッジ」が肩書きの一部に含まれていたりする場合がある。
オーストラリアでは、「カレッジ」という用語は、私立または独立した（非政府の）初等教育機関、特に州立学校とは異なる中等教育機関に適用される。メルボルン・グラマー・スクール（Melbourne Grammar School）、クランブルック・スクール（Cranbrook School）、パラマタ・キングス・スクール（The King's School, Parramatta）はカレッジとみなされている。
また、最近では、政府系中等教育学校の名称を「カレッジ」と改称したり、創設したりする傾向がある。ビクトリア州では、一部の州立高等学校が「セカンダリー・カレッジ」と呼ばれているが、メルボルンにある男子生徒を対象とした公立中等教育学校の代表格であるメルボルン高等学校（Melbourne High School）は、現在でもその名称を継続している。西オーストラリア州、南オーストラリア州、ノーザンテリトリーでは、1990年代後半以降に建設されたすべての州立高等学校の名前に「カレッジ」が使われている。ニューサウスウェールズ州では、一部の高等学校、特に合併によってできた複数のキャンパスを持つ学校は、「セカンダリー・カレッジ（Secondary College）」と呼ばれている。クイーンズランド州では、小学生と高校生を受け入れる新しい学校の一部は「ステート・カレッジ（State College）」と呼ばれているが、中等教育のみを行う州立学校は「ステート・ハイスクール（State High School）」と呼ばれている。タスマニア州とオーストラリア首都特別地域では、「カレッジ」とは高校の最後の2年間（11年生と12年生）と、その教育機関のことを指す。ここでいう「カレッジ」とは、高等学校の他の学年とは独立した制度であり、「Matriculation College」の短縮版のような表現になっている。
カナダの多くの都市では、政府が運営する多くの中等教育機関が「Collegiates」または「Collegiate Institutes」と呼ばれているが、これは「College」という言葉の複雑な形をしており、通常の「中等教育後（Post-Secondary）」という意味合いを避けている。これは、中等教育機関が伝統的に職業的な科目や能力レベルよりも学問的なことに重点を置いてきたからである。私立の中等教育学校（アッパー・カナダ・カレッジ、バンクーバー・カレッジなど）の中には、「カレッジ」という言葉を名前に使用しているところもある。国内には、中等教育学校、特にセパレート・スクールの中にある中等教育学校では、「College」または「Collegiate」という言葉を名前に使う場合もある。
ニュージーランドでは、「カレッジ」という言葉は通常、13歳から17歳までの中等教育機関を指し、「カレッジ」は特に私立学校や統合された学校の名称の一部として使われていり。「ハイスクール（High School）」は南島でより一般的であるのに対し、「カレッジ」は北島で最も頻繁に使用されている。
オランダでは「カレッジ」は高等職業教育機関に相当する。科学的志向の大学とは異なり、明確な職業観を持った職業訓練を志向している。
南アフリカでは、数々の中等教育学校、特に英公立学校モデルの私立学校では、学校名に「カレッジ」が入っている。そのため、南アフリカのエリート7校のうち、6校以上の高校が「カレッジ」と名乗っている。典型的な例としては、セント・ジョンズ・カレッジが挙げられる。

### その他
教育機関だけでなく、「カレッジ」はその語源に倣って、法令や規制の下に設立された正式な仲間のグループを指すこともあり、多くの場合、王室の憲章の下に設立される。例としては、選挙人団、紋章院などが挙げられる。その他のカレッジ機関には、特に医学や関連専門職の専門職団体がある。イギリスでは、英国看護協会（Royal College of Nursing）や内科医師会（Royal College of Physicians）などがある。アメリカ合衆国の例としては、アメリカ内科学会（American College of Physicians）、 アメリカ外科学会（American College of Surgeons）、 アメリカ歯科審美学会（American College of Dentists）などがある。オーストラリアの例としては、オーストラリア家庭医学会（Royal Australian College of General Practitioners）がある。

## 国別のカレッジ

### 日本

#### 学寮
昔の日本でカレッジにあたる学寮（がくりょう）は、西洋と同じく、僧侶養成学校や貴族（公家）の子弟を対象とした官僚養成学校として発達した。興福寺や東大寺などは、仏教の寺院であると共に僧侶養成学校として、既に奈良時代には成立している。平安時代には、最澄が比叡山延暦寺を、空海が高野山金剛峯寺を開いた。また、律令制下の国立教育機関である大学寮を中心に、貴族が一族の子弟を対象とした寄宿舎として大学別曹を創設する。藤原氏の勧学院や源氏の奨学院、和気氏の弘文院や橘氏の学館院などが、代表的な大学別曹である。
江戸時代に入ると、江戸幕府の漢学奨励政策と共に、仏教各宗派ごとに学寮が設けられ、幕府の昌平黌と共に、学問の発展に寄与し、明治期には専門学校として、大正期には旧制大学として、今日に至っては新制大学として、寺院の後継者や一般子弟の教育に貢献している。
学寮を起源とする仏教系大学としては、駒澤大学（1592年創立・曹洞宗）、龍谷大学（1639年創立・浄土真宗本願寺派）、大谷大学（1665年創立・真宗大谷派）、花園大学（1872年創立・臨済宗）などがある。

#### 現代の学校教育
現在の日本では、短期大学や専門学校は「college」、高等専門学校は「college of technology」のように四年制大学に順する高等教育機関や、単科大学・女子大学・比較的小規模の総合大学の一部は「college」を、それぞれのその英名に使用している。奈良県には智辯学園奈良カレッジ小学部・中学部・高等部という小中高一貫教育を行っている機関が存在する。

#### 現代の生涯学習
前節の高等教育機関を模倣して、行政や民間団体が「市民カレッジ」などの名称で行う市民大学講座が全国に見られる。これらは主に生涯学習を目的としたものである。

#### 現代の職業訓練
職業訓練は学校教育とは性格の異なるものであるが、職業能力開発促進法に規定される高度職業訓練を実施する職業能力開発大学校および職業能力開発短期大学校は、施設名の愛称や英名として、「カレッジ」（→ポリテクニック#日本）や「college」（→職業能力開発短期大学校#都道府県による設置）を用いる例がある。また、普通職業訓練を実施する施設でも「カレッジ」が使われる場合がある。例えば、情報処理技能者養成施設の名称として使われる「コンピュータ・カレッジ」や、職業能力開発校の名称や愛称としても「カレッジ」が使われる例がある（→職業能力開発校一覧）。

### アイルランド

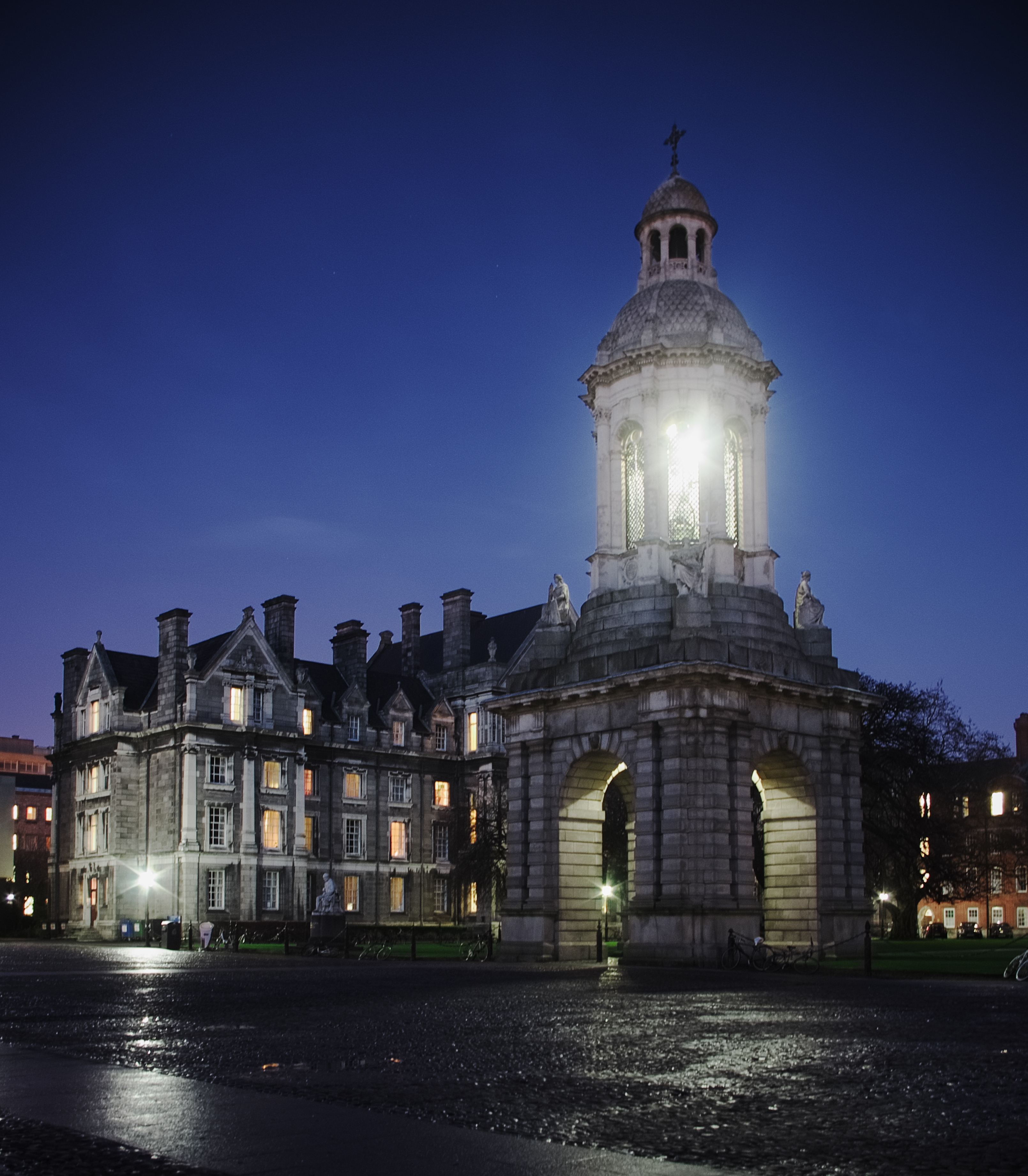
ダブリン大学のトリニティ・カレッジ

アイルランドにおける「カレッジ」は、通常、高等教育機関のことを指して使われる。大学生は「大学」ではなく「カレッジ」に通っていると言うことが多い。1989年までは、大学が直接教育や研究をしているところはなく、正式には大学を構成するカレッジがしていた。伝統的に「カレッジ」という言葉を名前に使っている中等教育機関はいくつかある。これらは、古い私立学校、または以前は特定の種類の中等教育機関だった。これらの中等教育学校は、以前は「テクニカル・カレッジ」として知られており、「コミュニティ・カレッジ」と改名されたが、中等教育学校であることに変わりはない。
アイルランドで唯一の古代大学がダブリン大学である。エリザベス1世の治世中に設立され、イギリスのケンブリッジ大学やオックスフォード大学をモデルにしている。しかし、設立されたカレッジは1校のみであり、現在のトリニティ・カレッジはその不思議な位置を占めている。通常、ダブリン大学とトリニティ・カレッジは同じものと考えられているが、大学とカレッジは別体であり、統治機構は別個で平行している。
アイルランド国立大学は1908年に設立され、1997年までは構成カレッジと認定カレッジで構成されていた。前者は現在では構成大学と呼ばれており、実質的にはそれ自体が大学である。アイルランド国立大学の起源は、1850年のクイーンズ大学の創設と1854年のカトリック大学の創設にまで遡ることができる。1880年以降、2つの大学の学位授与の役割は、アイルランド王立大学に引き継がれ、1908年のアイルランド国立大学とクイーンズ大学ベルファストの創設まで存続した。
国内の技術教育は、1970年代に地域技術カレッジ（Regional Technical College）として設立された技術学院（Institute of Technology）で行われてきた。これらの機関には委任された権限が与えられており、それぞれの機関は自らの名前で品質・資格認定アイルランド（QQI）の学位やディプロマを授与する権利を有している。
ダブリン・ビジネススクールなどの私立カレッジ（単科大学）が多数存在し、QQIや他の大学の認証を受けた学部や大学院のコースを提供している場合もある。
他のタイプのカレッジには、アイルランド聖公会教育大学（Church of Ireland College of Education）のような教育大学が存在する。これらは専門機関で多くの場合、総合大学と連携しており、教師としての訓練を希望する人々のために、学部と大学院の両方の学位を提供している。

### アメリカ合衆国

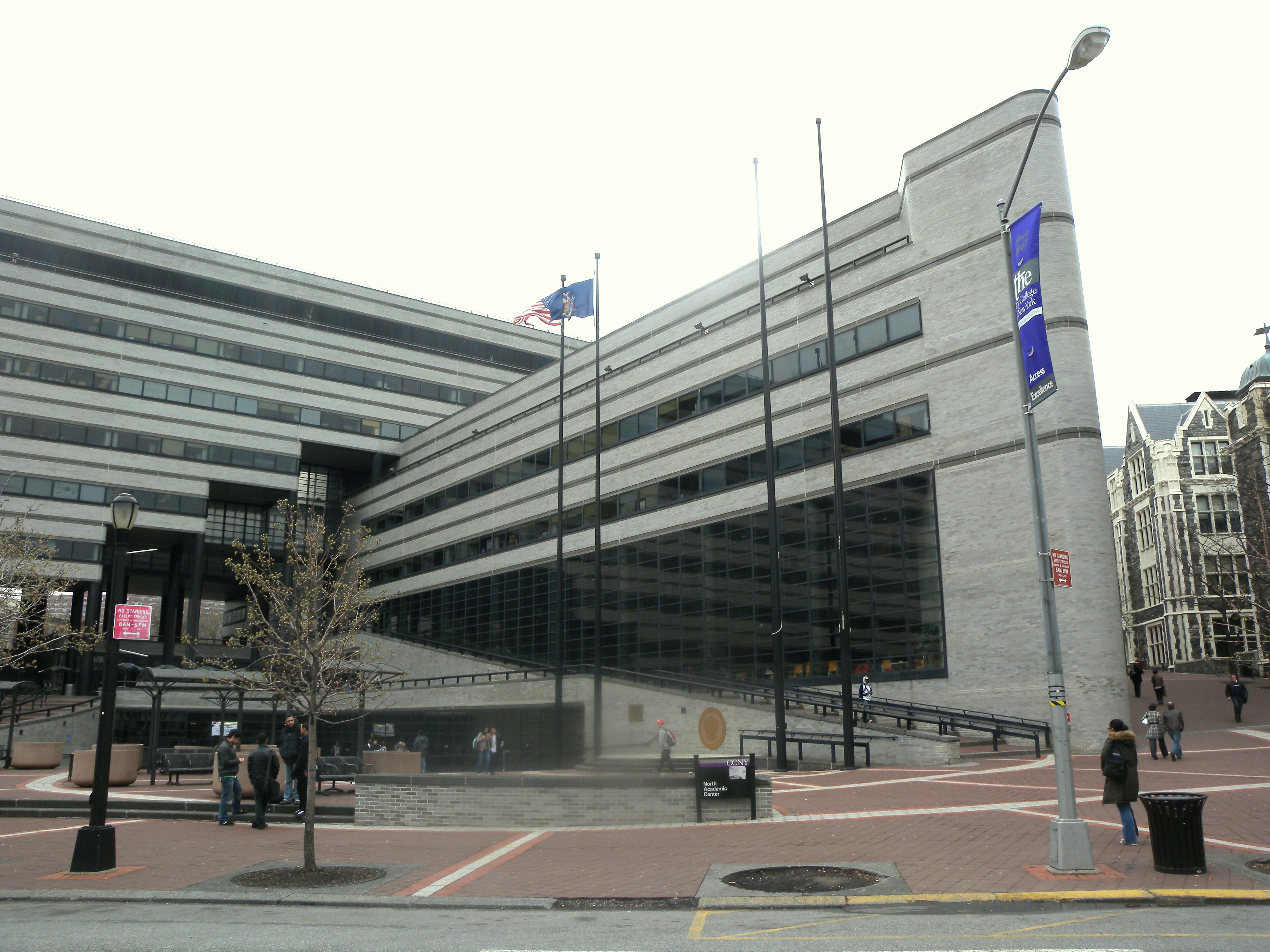
ニューヨーク市立大学シティカレッジ

アメリカ合衆国には7021校以上のカレッジと大学がある。アメリカの「カレッジ」とは、正式には大学の一部を指すが、一般的には中等教育後の学部教育の総称として使われている。すなわち、日本語での大学の学部に相当することが多い。中には、高校在学中にカレッジの授業を受けることで、デュアル・エンロールを選択する学生もいる。この言葉とその派生語は、アメリカの中等教育後の学部教育に関連する機関や経験を説明するために使われる標準的な用語である。
カレッジは、規模、学位、滞在期間などの点で異なる。2年制大学（短期大学やコミュニティ・カレッジ）では通常短期大学士を、4年制大学では通常学士号を取得することができる。多くの場合、これらのカレッジは完全に学部の教育機関だが、中には大学院を有している場合もある。
リベラル・アーツのカリキュラムを重視するアメリカの4年制大学はリベラル・アーツ・カレッジと呼ばれている。20世紀まで、アメリカではリベラル・アーツ、法学、医学、神学、神学が高等教育の唯一の形態だった。

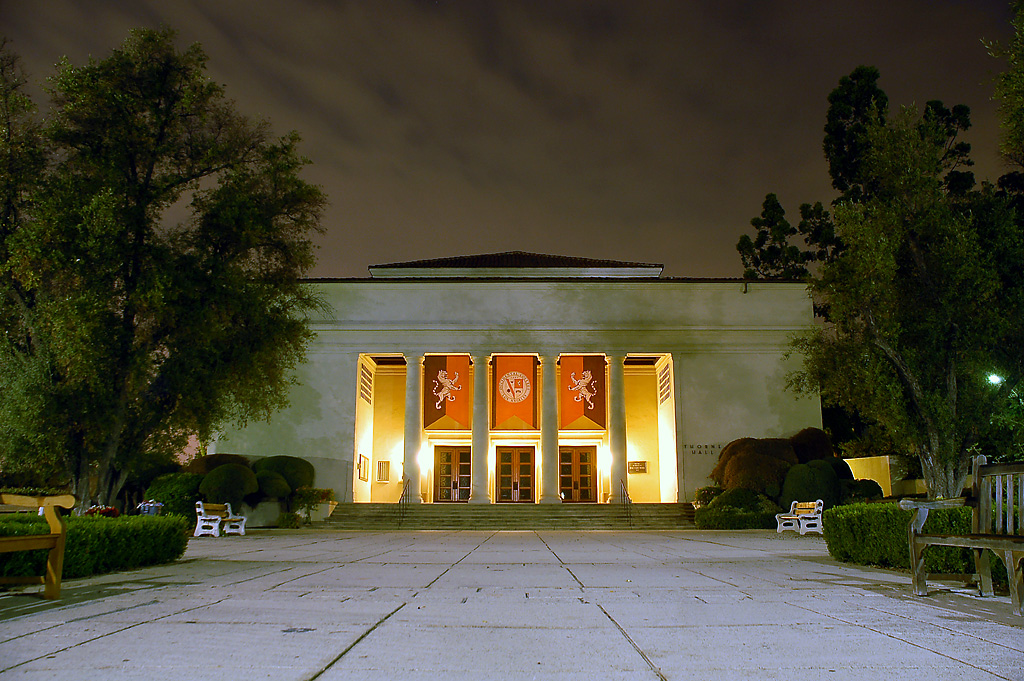
オクシデンタル大学

国家的な基準はないが、「University」という用語は、主に学部および大学院教育をしている機関を指している。「University」は一般的に、リベラル・アーツのカリキュラムを提供している学部大学を中核とし、その内部に最大の部門を持つ。「University」の特徴は、大学院の授業と研究の両方に従事する1つまたは複数の大学院を併設していることである。多くの場合、これらの大学院は法学部（School of Law）や医学部（School of Medicine）と呼ばれている。インディアナ州のヴィンセンヌ大学は例外で、ほとんどすべての学術プログラムが2年制の準学士号しか取得できないにもかかわらず、「University」と称されている。ダートマス大学やウィリアム・アンド・メアリー大学など、今や複数の大学院を持つ完全な総合大学だが、歴史的な経緯からあえて「カレッジ」という名称を使い続けている。ボストンカレッジとボストン大学は、前者はマサチューセッツ州チェスナット・ヒルにあり、後者はマサチューセッツ州ボストンにあるが、完全に別の機関である。
「University」と「College」という用語は、アメリカの高等教育機関のすべての称号を網羅しているわけではなく、「インスティチュート（Institute）」（ウースター工科大学やマサチューセッツ工科大学）、「アカデミー（Academy）」（陸軍士官学校）、「ユニオン（Union）」（クーパー・ユニオン）、「コンサバトリー（Conservatory）」（ニューイングランド音楽院）、「スクール（School）」（ジュリアード音楽院）などがある。口語では、これらの機関の学部課程を指す場合は、今でも「カレッジ」と呼ばれている。

#### レジデンシャル・カレッジ
プリンストン大学、ライス大学、イェール大学などの大学では、オックスフォード大学やケンブリッジ大学に倣って、レジデンシャル・カレッジ（全寮制の大学）が設立されている。これらのレジデンシャル・カレッジは、オックスブリッジのカレッジとは異なり、ダラム大学と同様に、独立した法人ではなく、教育そのものにはあまり関与しておらず、主に部屋や食事、社会生活に関わっているのが一般的である。しかし、ミシガン大学、カリフォルニア大学サンディエゴ校、カリフォルニア大学サンタクルーズ校では、それぞれのレジデンシャル・カレッジが独自の教育を行っており、卒業要件も独自に設定されている。
アメリカの多くの大学では近年、レジデンシャル・カレッジを重視する傾向が強まっている。これは、イェール大学やプリンストン大学などのアイビー・リーグでの新しいカレッジの創設や、2016年にプリンストン大学で行われたレジデンシャル・カレッジに関するタスクフォースをはじめとする学生教育へのレジデンシャル・カレッジの貢献を強化するための取り組みに例証されている。

#### カレッジの利点
高等学校の成績平均がC+で、SATのスコアが800点台半ばのような限界のある学生であっても、2年制の短期大学に比べて4年制大学を選択することは、卒業の可能性を高め、経済的・社会的に大きな利益をもたらす。

### イギリス

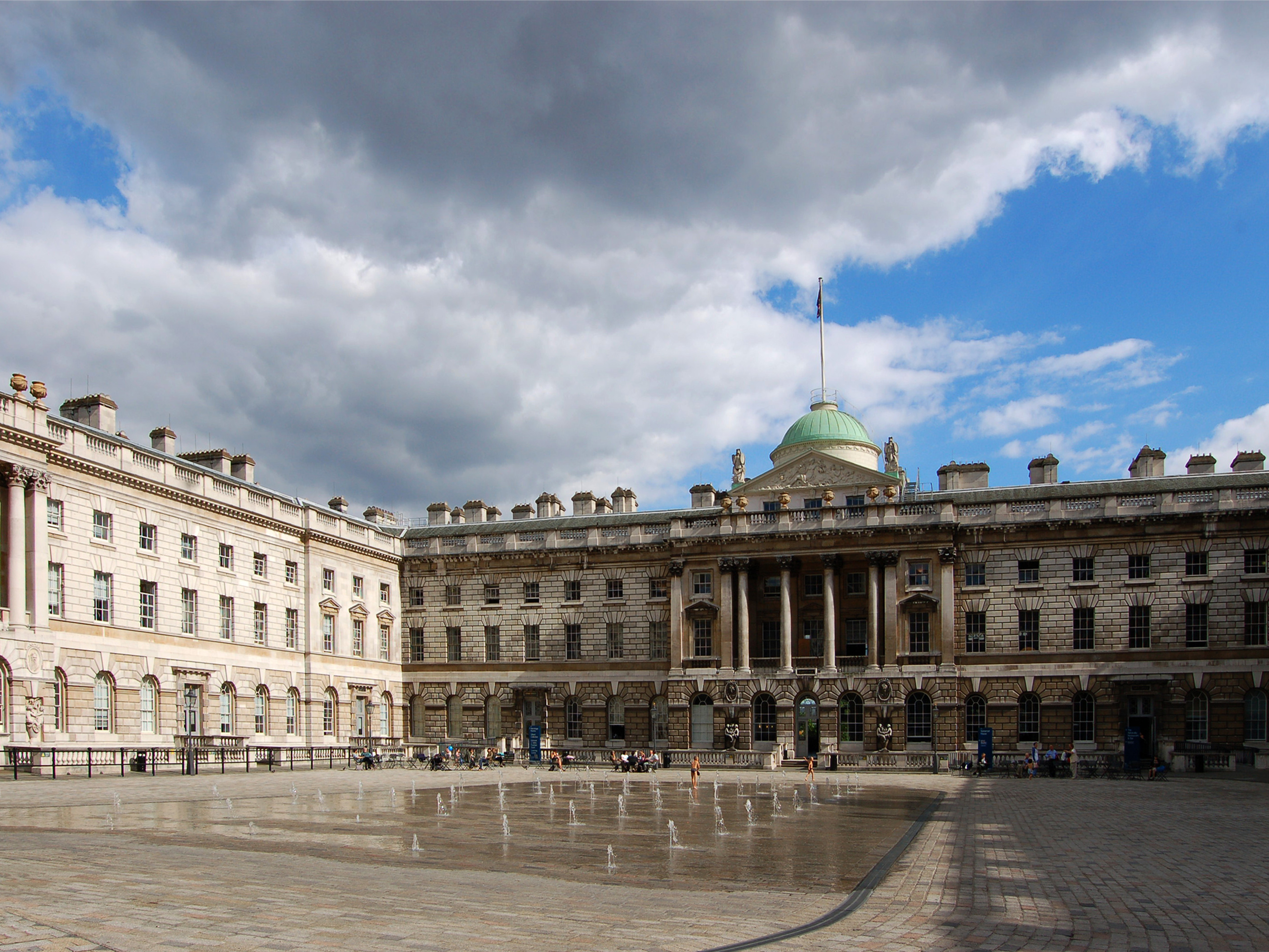
ロンドン大学のキングス・カレッジ

イギリスにおいてカレッジは、以下のような意味を持つ。
- 一部のパブリックスクール（イートン・カレッジなど）
- 大学進学準備のための学校 (シックス・フォーム・カレッジ)
- 継続教育カレッジ（ボーンビル・カレッジなど。日本でいう専門学校）
- 大学を構成する学寮（オックスフォード大学・ケンブリッジ大学・ダラム大学など）
- 独立した高等教育機関でありながら学位認定の権限は上位機関に委ねている大学（ロンドン大学のカレッジなど）

「学校」「大学」の意味でのカレッジは、そもそもキリスト教の教会付きの全寮制修道士養成学校にその起源を持ち、敷地内に教員と学生の寄宿舎・食堂・講堂・図書館・礼拝堂・庭園などを有する組織であった。イギリスのオックスフォード大学・ケンブリッジ大学・ダラム大学を構成するカレッジはこの伝統を引き継ぐものであり、現在でもそれぞれのカレッジが独自に、学部生入学者選抜の権限や入学・卒業の事務を取り仕切る権限を持っている。そのため、これらの大学では、各カレッジ毎の団結心が強く、ボート（レガッタ）・ラグビー・サッカーなどのカレッジ対抗戦では、選手・応援とも非常に熱が入っている。なお、この意味でのカレッジの正式な構成員（教員）を「フェロー（fellow）」と呼ぶことがある。

#### 中等教育・継続教育
継続教育カレッジおよびシックス・フォーム・カレッジは、16歳以上の学生に継続教育を提供する機関である。これらの中には、高等教育コースを提供する機関もある（下記参照）。中等教育の文脈では、イートン・カレッジやウィンチェスター・カレッジなど、一部のパブリックスクールの名称に「カレッジ」が使われている。

#### 高等教育

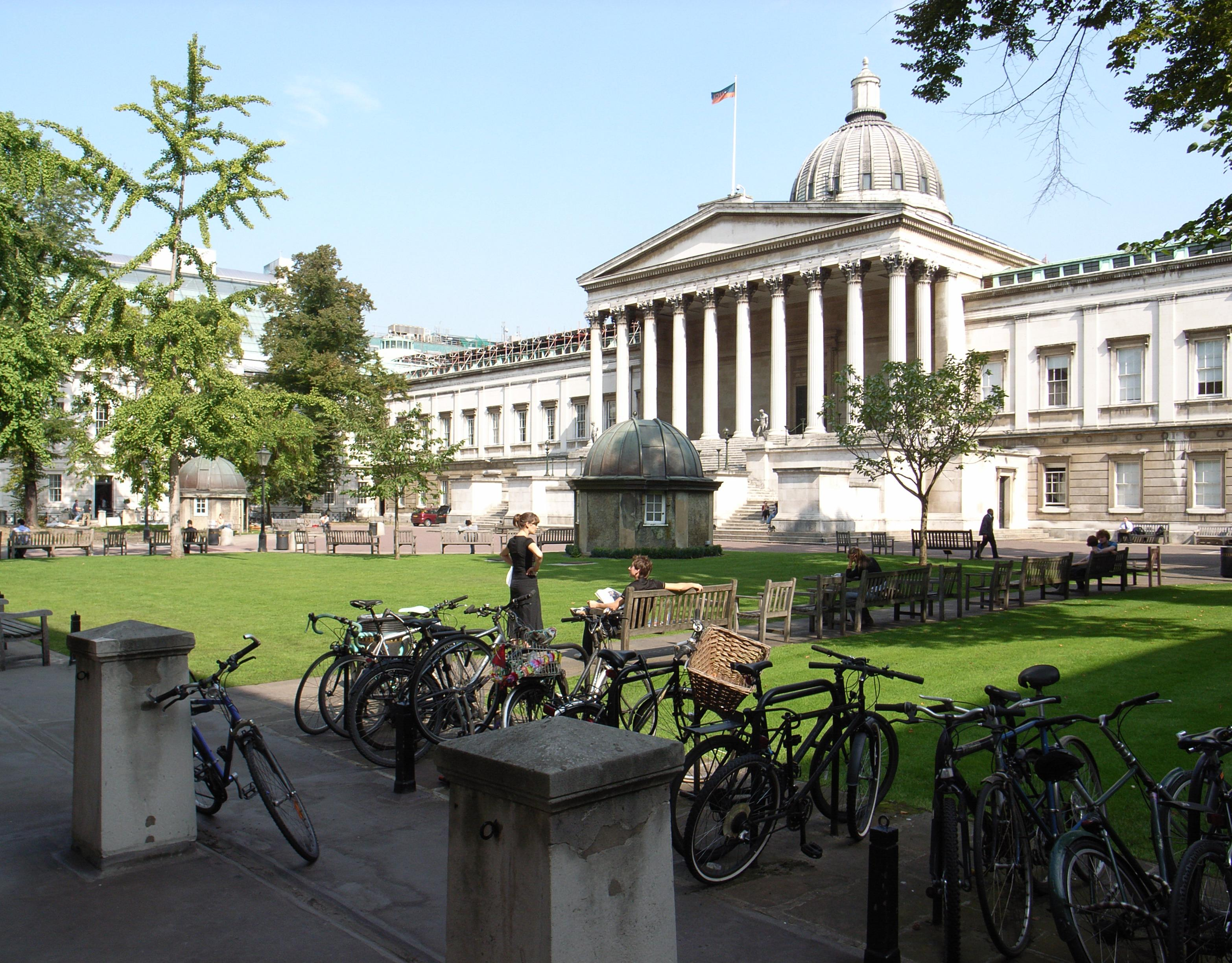
ユニヴァーシティ・カレッジ・ロンドン（ロンドン大学）

高等教育においては、カレッジは通常、大学の地位を持たない教育機関であるが、カレッジや連邦大学の構成部分や、大学内の学部や学科のグループを指すこともある。従来、カレッジと大学の区別は、大学が学位を授与するのに対し、カレッジは学位を授与しないというものであったが、NCGがカレッジに代わって教職学位授与権（一部の大学と同様）を得たことや、ロンドン大学の多くのカレッジが完全な学位授与権を有し、実質的に大学となったことから、現在ではそうではなくなっている。しかし、ほとんどのカレッジは独自の学位授与権を持たず、大学や学位を授与することができる他の機関の認証を受けた高等教育コースを提供し続けている。
イングランドでは、2016年8月時点で、イングランド高等教育財政会議（HEFCE）が直接資金提供を行っている高等教育機関（208/340）のうち60％以上が、6年制または継続教育カレッジであり、継続および高等教育カレッジ（Colleges of Further and Higher Education）と呼ばれることが多いが、ロンドン大学の17カレッジ、1つのユニバーシティ・カレッジ、100の大学、その他14の機関（うち6つは名称に「カレッジ」を使用している）がある。全体では、イングランドの政府が支援する高等教育機関の3分の2以上がカレッジであることになる。私立の高等教育機関の多くはカレッジとも呼ばれている。

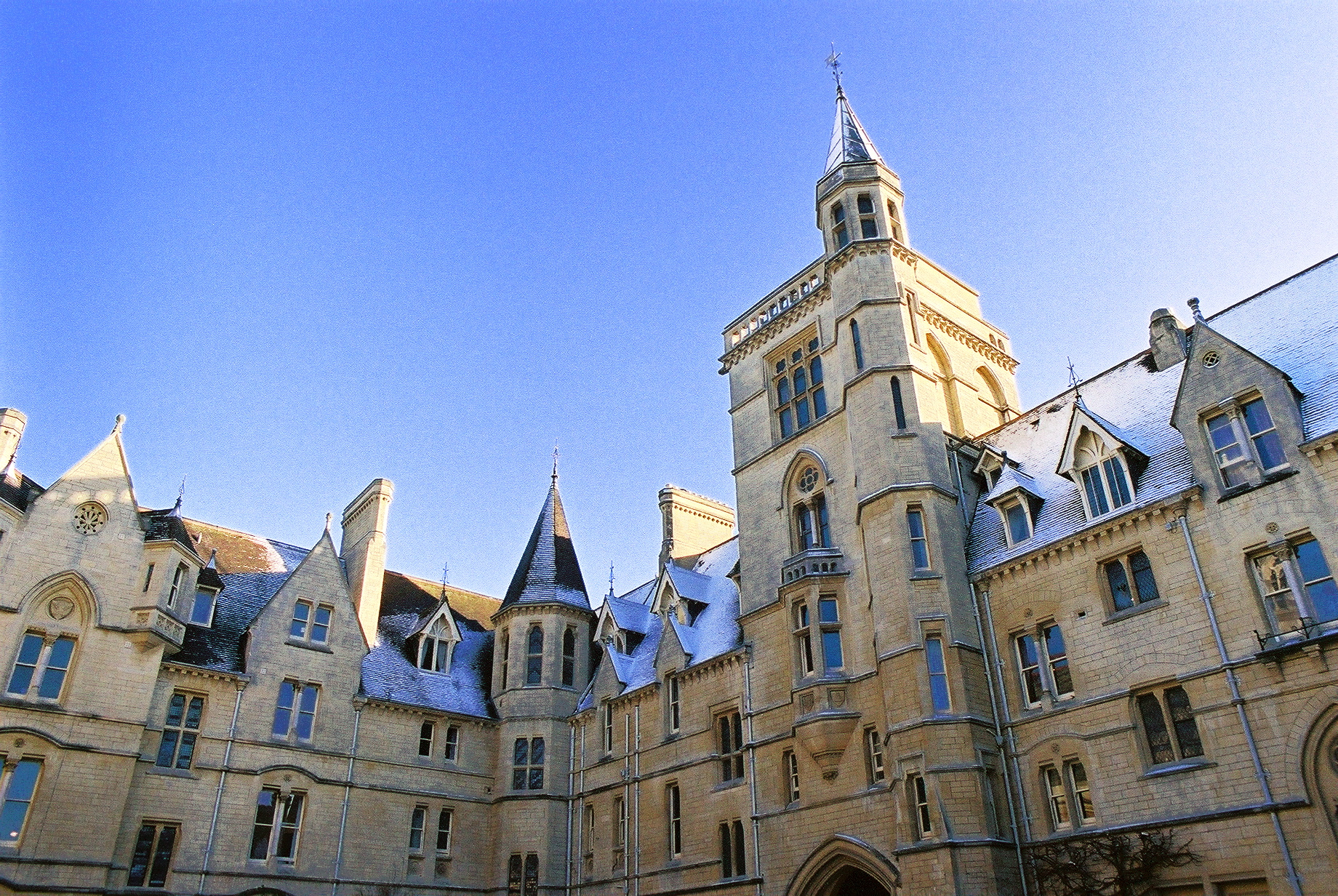
オックスフォード大学のベリオール・カレッジ

大学内のカレッジは、その責任の所在が大きく異なっている。ロンドン大学の大規模な構成カレッジは、実質的にそれ自体が大学であり、ロンドン芸術大学などの小規模なカレッジは、独自の学位コースを運営しているが、学位は授与していない。ローハンプトン大学のカレッジは、教育・研究を行うだけでなく、宿泊施設やパストラルケアを提供している。オックスフォード大学とケンブリッジ大学のカレッジも同様に教育・研究を行うだけでなく、宿泊施設やパストラルケアを提供している。これらのカレッジの法的地位も大きく異なり、ロンドン大学のカレッジは独立した法人であり公認団体であること、オックスブリッジのカレッジ、ハイランズ・アンド・ アイランズ大学（UHI）のカレッジ、ダラム大学の一部のカレッジは独立した法人であり上場団体であること、ダラム大学のカレッジの大部分は大学の所有であるが上場団体であること、他のカレッジ制大学のカレッジは正式な認可を受けていないことなどがある。UCAS（大学・カレッジ出願手続きの窓口業務）を通じて学部課程に出願する場合、ロンドン大学のカレッジは独立した大学として扱われ、オックスフォード大学、ケンブリッジ大学、ダラム大学、UHIのカレッジは、大学の選択に加えて「キャンパス・コード」を指定することで選択できる大学内の場所として扱われ、他の大学のカレッジは認められていない。
UHIとウェールズ大学トリニティ・セント・デイビット校（UWTSD）は、ともに継続教育カレッジを擁している。しかし、UHIのカレッジは、継続教育と高等教育の提供を統合しているのに対し、UWTSDは大学のキャンパスと2つのカレッジとの間で分離している。
ユニバーシティ・カレッジとは、教職学位を授与する権限を持つが、大学としての地位は与えられていない独立した機関のことである。ただし、ユニバーシティ・カレッジ・ロンドン（UCL）、ユニバーシティ・カレッジ・オックスフォード、ユニバーシティ・カレッジ・ダラムはそれぞれの大学内のカレッジであり、ユニバーシティ・カレッジではない（UCLの場合は学位授与権を持つため、ユニバーシティ・カレッジよりも上に位置している）こと、ユニバーシティ・カレッジ・バーミンガムはそれ自体が大学であり、ユニバーシティ・カレッジではないことに注意が必要である。

#### その他
さらには、「学校」以外にも、一部の職業団体やスコットランドにおける裁判所の名称等としても用いられることがある。
英国由来の歴史を有するカナダやアイルランドでも、英国式のカレッジ制度を有する大学がある（例：トロント大学、ダブリン大学）。また、同じくインドにもデリー大学がある。

### イスラエル
イスラエルでは、大学以外の高等教育施設をカレッジと呼ぶ。イスラエル高等教育評議会（CHE）により学士号を授与することが認められている教育機関は、「アカデミック・カレッジ」と呼ばれている。2012年時点で少なくとも4校は、修士号を授与したり、研究施設として機能することもある。また、20以上の教員養成カレッジや神学校があり、そのほとんどは教育学士の学位のみを授与することができる。
- アカデミック・カレッジ：学士号以上の学位を提供することが認められた教育施設は、CHEによって「アカデミック・カレッジ」という用語を使用する権利が与えられている。
- 工学系アカデミック・カレッジ：少なくとも学士の学位を提供している学術施設で、ほとんどの学部が工学の学位を提供している。
- 教育系アカデミック・カレッジ：「教員ゼミ」の資格を認められていた教育施設が、教育学士の資格を認められた後、「教育アカデミック・カレッジ」に改称した施設。
- 高等専門学校：体育の学位や技術者の卒業証書や免許証を提供することができるように認可された教育施設のことを指す。
- トレーニング・カレッジ：代替医療、料理、芸術、機械、電気、その他の職業などの分野で労働許可証を取得するための基本的な訓練を提供する教育施設のことである。訓練生は、見習いとして特定の職業で働く権利を得ることができる。

### インド
近代的な教育制度は、1835年に始まったイギリスの影響を大きく受けている。
インドでは、「カレッジ」という用語は、12年目に高校の卒業証書（日本の高等学校に似た「ジュニア・カレッジ」）を授与する機関や、学士号を授与する機関を指すのが一般的であるが、中には博士号までのプログラムを提供するカレッジもある。一般的に、カレッジは州内のさまざまな場所にあり、すべて地域の大学に所属している。カレッジはその大学の学位につながる教育を担当している。カレッジには自律型と非自律型がある。自律型カレッジは、独自のシラバスを作成し、独自の試験を実施・評価する権限を与えられている。数百の大学があり、各大学には系列のカレッジがあり、多くの場合はその数が多い。

### オーストラリア
オーストラリアにおける「カレッジ」とは、大学よりも小規模で、独立して運営されているか、大学の一部として運営されている高等教育機関のことである。1980年代の改革により、以前は独立して運営されていたカレッジの多くは、現在では大規模な大学に属している。
サーティフィケートやディプロマの職業訓練コースを提供するほとんどの技術・継続教育（TAFE）は、「TAFEカレッジ」または「TAFEのカレッジ」と呼ばれている。
一部の高等学校もカレッジと呼ばれている。

### カナダ

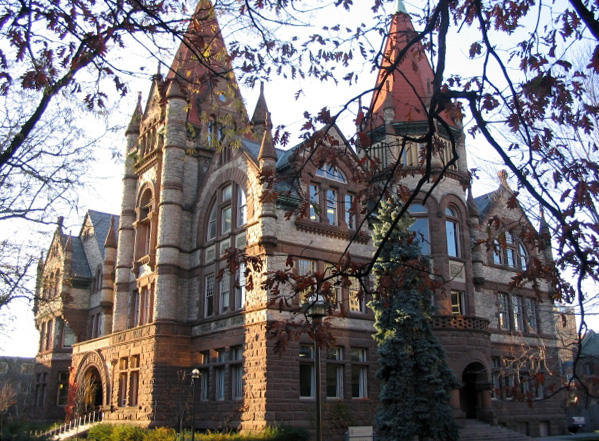
トロント大学のヴィクトリア・カレッジ

カナダ英語では、カレッジという用語は通常、技術系、貿易系、応用芸術系、応用技術系のカレッジ、または応用科学系の学校を指す。これらは、見習い、証明書、卒業証書、準学士号を授与する中等教育機関である。
大学の附属機関として活動する別個の組織にも適用され、正式には連合カレッジまたは附属カレッジと呼ばれている。また、大学には複数の構成カレッジがあり、英国式のカレッジ制大学を形成している場合もある。カナダのカレッジ制大学の例としては、トレント大学やトロント大学などがある。これらのカレッジは独立して活動しているが、実際に学位を授与している大学と提携または連合している。
また、連合カレッジや附属カレッジのように自律的に運営されていない特定の科目の学部を指すこともある。
カレッジという言葉は、オンタリオ州の公立の別個の中等教育学校の名前に使用され続けている。

### ギリシャ
ギリシャのコレッギオ（Κολλλέγιο）は、ギリシャの中等後教育制度に属する主に私立のポスト・リセウム教育センター（Κέντρο Μεταλυκειακής Εκπαίδευσης）のことである。これらの中には、欧州連合やアメリカ合衆国の高等教育機関やニューイングランド学校大学協会などの認定機関と連携しているものもある。コレッギオは、アテネ・カレッジのような私立の非高等教育機関を指すこともある。

### シンガポール
シンガポールにおける「カレッジ」という言葉は、一般的に「ジュニア・カレッジ」と呼ばれる中等教育の最後の2年間（日本で言う高校2・3年生）を提供する教育機関のみに使われている。2005年1月1日からは、「カレッジ制」の導入に伴い、技能教育学院（ITE）の3キャンパスを指すようになり、それぞれITEカレッジ・イースト、ITEカレッジ・セントラル、ITEカレッジ・ウェストと呼ばれるようになった。
「大学」という用語は、現地で学位を授与される高等教育機関を表すために使用される。ディプロマを授与する機関は「ポリテクニック（高等専門学校）」と呼ばれ、その他の機関は「インスティテュート」などと呼ばれることが多い。

### ジンバブエ
ジンバブエにおける「カレッジ」という用語は、主に私立または独立した中等教育学校で上級レベル（6年生以上）のものと、卒業証書のみを授与するポリテクニック・カレッジで使用されている。16歳で中等教育（国際中等教育一般証明書、IGCSE）を修了し、そのままポリテクニック・カレッジに進学することができる。上級レベル（16～19 歳）に進学して一般教育証明書（GCE）を取得し、成績が良ければ大学に入学できるようにすることもできる。ジンバブエの学校の中には、IGCSEやGCEの代わりに国際バカロレアを提供する学校もある。

### スリランカ
スリランカにおける「カレッジ」は、学位を与えない中等後教育を提供する専門・職業教育機関のことを指す。

### チリ
チリにおける「カレッジ」は、通常、サンティアゴ・カレッジ、セント・ジョージズ・カレッジなどのようなバイリンガル学校の名前で使用されている。2009年からチリ・カトリック大学は、自然科学と数学の学士号、社会科学の学士号、芸術と人文科学の学士号をカレッジで行っている。アメリカ合衆国の大学と同じシステムで、専攻と副専攻を組み合わせている。また、一度卒業した学生は、同じ大学でより上の学位を継続して取得することができる。

### ニュージーランド

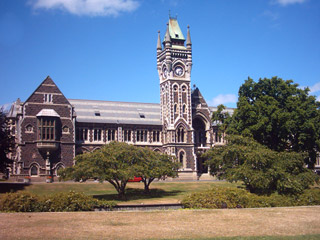
オタゴ大学

旧ニュージーランド大学の構成カレッジは独立した大学となった。
カンタベリー大学のように、大学を構成する「カレッジ」に分割している大学もある。これは、上述のケンブリッジ大学のモデルを大きく踏襲したものである。
イギリスと同様に、ニュージーランドにもいくつかの専門機関が「カレッジ」として運営されているが、例えば、オーストラリア外科医師会（Royal Australasian College of Surgeons）、 オーストラリア内科医師会（Royal Australasian College of Physicians）などがある。
ニュージーランドの一部の地域では、中等学校をカレッジと呼ぶことが多く、この用語は高校と互換的に使われている。これは時々ニュージーランドの他の部分からの人々を混乱させる。しかし、ニュージーランド最大の中等教育機関であるランギトト・カレッジ（Rangitoto College）のように、多くの中等教育機関の名前に「カレッジ」が入っているところもある。

### フィリピン
フィリピンでは一般的に学位を授与する教育機関を指すが、法律を専門とするサンベダ大学のように、学問分野が多様ではない教育機関（聖トマス大学、フィリピン大学）を指すことが多い。

### ポルトガル
現在、ポルトガルでは、コレジオ（colégio）という用語は、基礎教育から中等教育までの私立（非政府）学校の総称として使われているのが普通である。いくつかの特別公立学校（通常は全寮制の学校）では、コレジオ・ミリタールと呼ばれている。コレジオ・インテルノは、ボーディングスクールの総称として使われている。
19世紀までは、コレジオは通常、公立または宗教的な中等教育学校で、学生が共同生活をしていた。モデルとなったのは、1542年にポルトガル国王ジョアン3世によってコインブラに設立された王立芸術人文大学である。

### 香港
香港における「カレッジ」という用語は、香港中文大学のカレッジのように大学の構成カレッジを指す場合や、香港大学聖約翰学院（St. John's College）のように大学の学生寮を指す場合に使用されている。また、多くの古い中等教育学校では、「カレッジ」という言葉を校名の一部として使用している。

### 南アフリカ
南アフリカの大学でも「カレッジ」という言葉はほとんど使われていないが、大学以外の高等教育機関の中には「カレッジ」と名乗るものもある。これには、教員養成カレッジ、ビジネスカレッジ、野生動物管理カレッジなどが含まれる。